# Daphné Baiwir

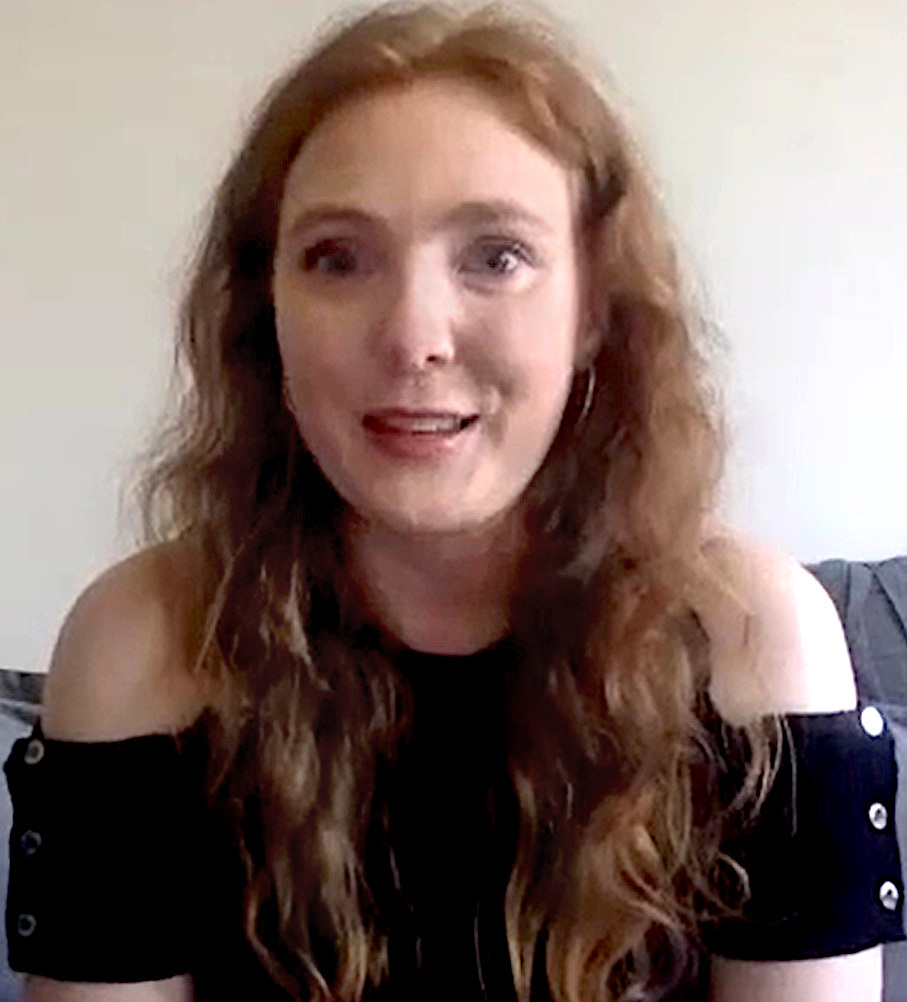
Daphné Baiwir (2022)

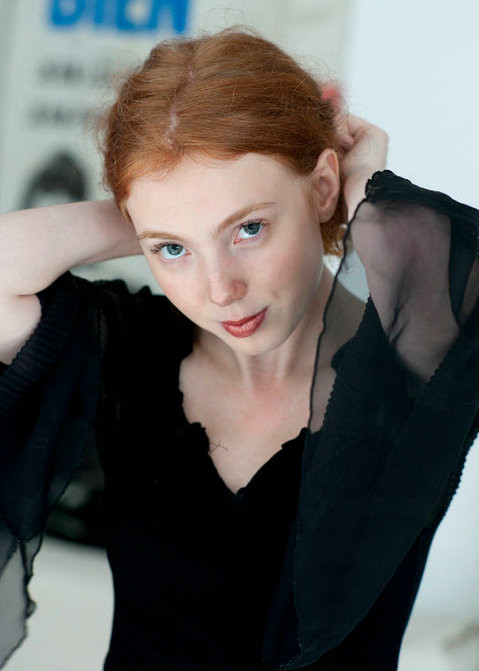
Daphné Baiwir (2013)

Daphné Baiwir (* 18. Juli 1992) ist eine belgische Schauspielerin.

## Leben
Geboren in der Gegend von Lier zog Baiwirs Familie nach Paris, als sie vier Jahre alt war. Schon als Kind arbeitete sie als Fotomodell und hatte kleinere Filmauftritte. Mit acht Jahren entdeckte sie Gérard Jugnot für den Film Monsieur Batignole. Catherine Breillat besetzte sie zweimal in ihren Filmen Barbe bleue (deutsch: Blaubarts jüngste Frau) sowie Abus de faiblesse an der Seite von Isabelle Huppert. In Homo Faber (drei Frauen), einer Verfilmung des Romans Homo faber von Max Frisch, übertrug ihr Richard Dindo die Rolle der Sabeth.
Baiwir gründete die Filmproduktionsgesellschaft Films Bulle mit deren Hilfe sie auch ihre erste Regiearbeit, den Kurzfilm Danse Funèbre produzierte. Der Film, in dessen Mittelpunkt eine Auseinandersetzung mit der Todesstrafe steht, wurde bei den Internationalen Filmfestspielen von Cannes 2014 in der Rubrik Short Film Corner gezeigt. Sie ist verheiratet und lebt in Trouville-sur-Mer, wo sie 2014 erstmals ein Kurzfilmfestival organisierte.

## Filmografie (Auswahl)
- 2002: Monsieur Batignole
- 2004: Les bottes (TV-Film)
- 2004: Ordo
- 2005: Une vie en retour (TV-Film)
- 2006: La reine Sylvie (TV-Film)
- 2009: Blaubarts jüngste Frau (Barbe Bleue)
- 2013: Abus de faiblesse
- 2013: Danse Funèbre (Kurzfilm)
- 2014: Homo Faber (drei Frauen)